# Частоозер'є
Частоозе́р'є (рос. Частоозёрье) — село, центр Частоозерського округу Курганської області, Росія.
Населення — 2749 осіб (2010, 2843 у 2002).
Національний склад станом на 2002 рік:
- росіяни — 91 %